# Almirante Montt (1987)
Almirante Montt (AO-52)  je tanker chilského námořnictva. Původně se jednalo o americký tanker USNS Andrew J. Higgins (T-AO-190), který byl čtvrtou postavenou jednotkou třídy Henry J. Kaiser. Military Sealift Command tanker provozovalo od roku 1987 do roku 1996, kdy byl převeden do rezervy. Roku 2009 tanker koupilo Chile. Chilské námořnictvo jej do služby zařadilo roku 2010. Almirante Montt je dosud největší válečnou lodí chilského námořnictva. Překonal tak bitevní loď Almirante Latorre dokončenou roku 1915.

## Stavba

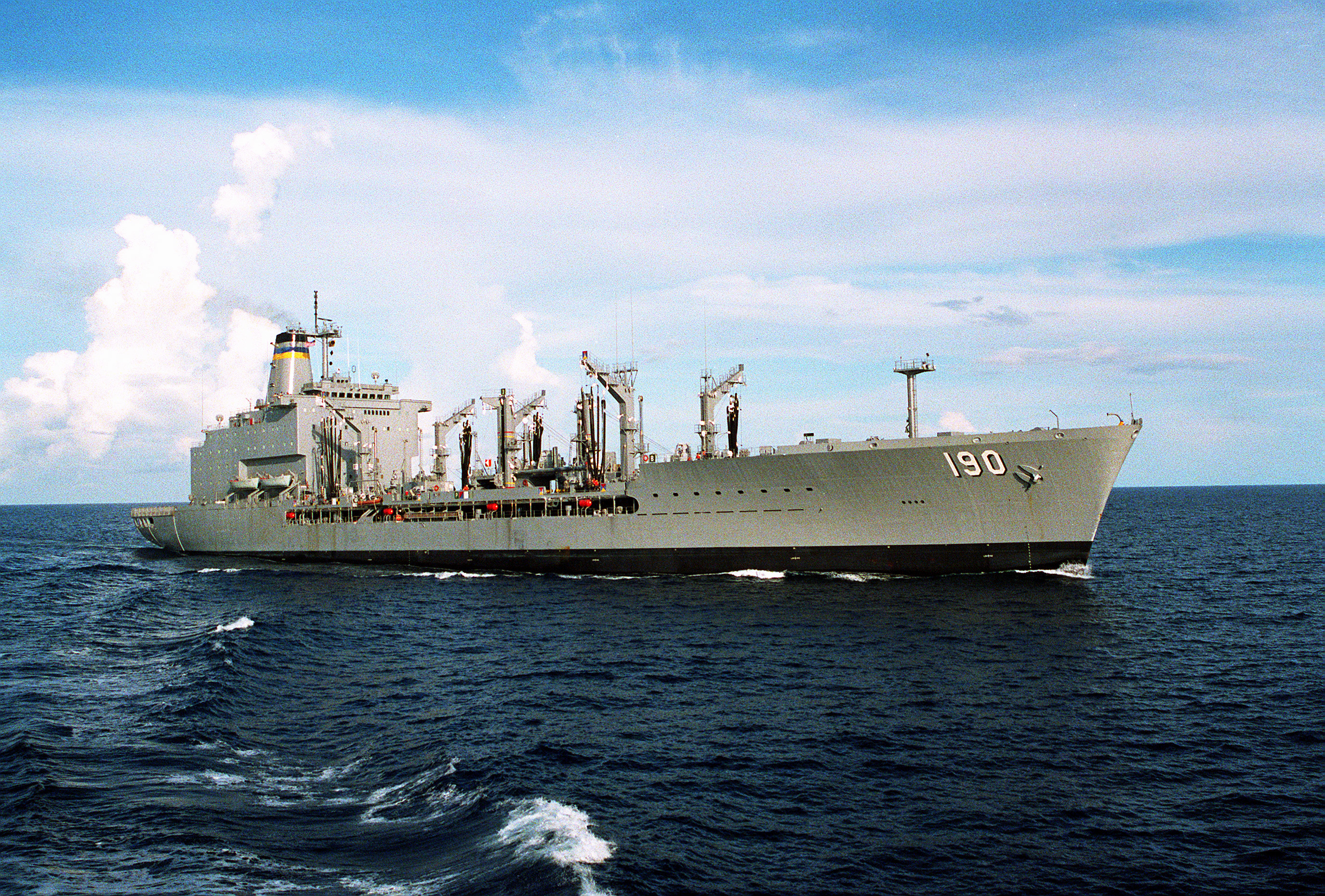
USNS Andrew J Higgins (T-AO-190)

Tanker Andrew J. Higgins postavila americká loděnice Avondale Shipyard v New Orleans. Kýl plavidla byl založen 21. listopadu 1985, dne 17. ledna 1987 byl tanker spuštěn na vodu a dne 22. října 1987 byl zařazen do služby u pomocných sil amerického námořnictva.

## Konstrukce
Kapacita tankeru je 178 000 barelů paliva. Dále na palubě nese osm 20stopých mrazicích kontejnerů pro potraviny. Palivo je dalším plavidlům doplňováno pomocí pěti zásobovacích stanic. Plavidlo je vybaveno přistávací plochou pro vrtulník, ale není vybaveno hangárem. Pohonný systém tvoří dva diesely Colt-Pielstick PC4-2/2 10V-570, každý o výkonu 16 000 hp, pohánějící dva lodní šrouby. Nejvyšší rychlost dosahuje 20 uzlů.

## Operační služba

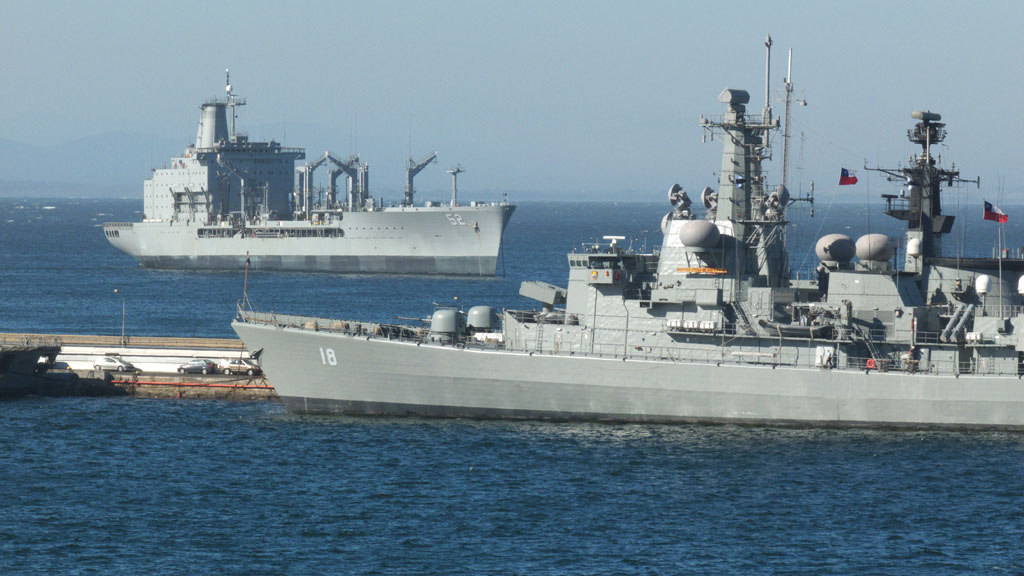
Almirante Montt (52) s chilskou fregatou Almirante Riveros (FFG-18)

Andrew J. Higgins byl MSC provozován od roku 1987. V letech 1990–1991 se tanker zapojil do války v Zálivu. Když tanker dne 2. ledna 1991 podporoval operaci Pouštní štít, najel poblíž Ománu na nezmapovaný útes, přičemž poškozeným trupem unikla část neseného paliva.
Dne 6. května 1996 byl převeden do rezervy a uložen v zátoce Suisun v Sanfranciském zálivu. Dne 19. května 2009 loď koupilo Chile a od září 2009 loď v Mobile prošla generálkou. Prodej se uskutečnil v rámci programu Foreign Military Sale, náklady na zakoupení a modernizaci plavidla dosáhly 30 milionů dolarů. Chilské námořnictvo zařadilo tanker Almirante Montt (AO-52) do služby dne 10. února 2010.